# المانع (أصول فقه إسلامي)
المانع مصطلح شائع عند علماء أصول الفقه المسلمين، هو أحد أقسام الحكم الوضعي وهو أحد قسمي الأحكام الشرعية، وتعريفه: وصف ظاهر منضبط يستلزم وجوده عدم الحكم أو عدم السبب.
وحقيقته: هو ما يلزم من وجوده العدم ولا يلزم من عدمه وجود ولا عدم لذاته.
ومن الأمثلة على ذلك: وجود النجاسة في بدن المصلي، أو ثوبه، يلزم منه عدم صحة الصلاة.
والعلاقة بين السبب والشرط والمانع:
أن المانع عكس الشرط؛ لأنه يلزم من وجوده العدم، ولا يلزم من عدمه وجود ولا عدم، والشرط يلزم من عدمه العدم، ولا يلزم من وجوده وجود ولا عدم، والمانع عكس السبب أيضًا؛ لأنه يلزم من وجود السبب وجود المسبب، ومن عدمه عدمه، أما المانع فيلزم من وجوده العدم، ولا يلزم من عدمه وجود ولا عدم.

## مفهوم المانع
هو أحد أقسام الحكم الوضعي، والذي يعرفه علماء أصول الفقه بأنه: خطاب الشرع المتعلق بجعل الشيء سببًا لفعل المكلف، أو شرطًا له، أو مانعًا، أو صحيحًا، أو فاسدًا، أو رخصة، أو عزيمة، فالوضع جعل الشيء مرتبطًا بشيء آخر.
وقد سمَّاه الأصوليون بالحكم الوضعي لأنَّ الشرع وضعه للمكلَّفين.

## تعريف المانع
المانع لغة: الحائل بين شيئين، وهو اسم فاعل من منع، والامتناع هو الكف عن الشيء.
والمانع في الاصطلاح: هو وصف ظاهر منضبط يستلزم وجوده عدم الحكم أو عدم السبب.
وحقيقته: هو ما يلزم من وجوده العدم ولا يلزم من عدمه وجود ولا عدم لذاته. 
فالمانع معنى معلوم محدد يمنع وجود الحكم، أو يمنع تحقق السبب، وذلك أنه إذا وجد السبب الشرعي، وتحقق شرطه، فلا يترتب المسبب عليه إلا إذا انتفى المانع، لأن المانع يمنع ترتب الحكم على السبب.

## الأمثلة على المانع عند الأصوليين
من الأمثلة على ذلك:
1. وجود النجاسة في بدن المصلي، أو ثوبه، يمنع من صحة الصلاة. أي: لزم من وجود النجاسة عدم صحَّة الصلاة. قال الشوكاني: «والأولى أن يمثل لذلك بوجود النجاسة المجمع عليها في بدن المصلي، أو ثوبه فإنه سبب لعدم صحة الصلاة عند من يجعل الطهارة شرطا، فههنا قد عدم شرط وهو الطهارة، ووجد مانع وهو النجاسة». [6]
2. الكفر مانِع من قبول رِواية الراوي عند أهل الحديث؛ لأنَّه يقدح في العدالة التي هي من شروط الحديث الصَّحيح، إذًا لزم من وجود الكفر عدم صحَّة الرواية.
3. الحيض مانِع من أداء الصَّلاة والصوم، وجواز الوطء؛ أي: لزم من وجوده عدَم صحَّة الصلاة والصيام، وعدم جواز الوطء.

## العلاقة بينالسببوالشرط والمانع
تظهر العلاقة بين السبب والشرط من جهة وبين المانع من جهة أخرى، فالمانع يوجد مع وجود السبب وتوفر الشرط، ويمنع ترتب المسبب على سببه، فالشارع أخبرنا بوجوب الأحكام عند وجود السبب والشرط وانتفاء المانع، وعدم وجوب الأحكام أو عدم وجودها عند انتفاء السبب والشرط أو وجود المانع.
فالمانع عكس الشرط، لأنه يلزم من وجوده العدم، ولا يلزم من عدمه وجود ولا عدم، والشرط يلزم من عدمه العدم، ولا يلزم من وجوده وجود ولا عدم، والمانع عكس السبب أيضًا، لأنه يلزم من وجود السبب وجود المسبب، ومن عدمه عدمه، أما المانع فيلزم من وجوده العدم، ولا يلزم من عدمه وجود ولا عدم.
وقد يلتبس الشرط مع عدم المانع، لأن كلًّا منهما يتوقف عليه وجود الحكم، ولذلك اعتبر بعض العلماء من شروط الصلاة: ترك المناهي من الكلام والطعام وغيرهما، ولكن الإمام النووي رحمه اللَّه حقق ذلك، وقال: إنها ليست شروطًا للصلاة، وإنما سميت بذلك مجازًا، وإنما هي مبطلات، لأن الشرط وصف وجودي، وعدم المانع وصف عدمي. 

## أنواع المانع
ينقسم المانع إلى عدة أقسام باعتبارات مختلفة:

### أولًا: أنواع المانع باعتبار تأثيره على الحكم والسبب
ينقسم المانع في الأصول من حيث تأثيره على الحكم والسبب إلى نوعين:
1 - مانع للحكم لحكمة تقتضي نقيض الحكم، كالأبوة في القصاص، فإنها منعت القصاص مع وجود السبب وهو القتل، وتحقق الشرط وهو العمد والعدوان، ولكن وجد مانع الأبوة فيمنع القصاص، والحكمة أن الأب سبب وجود الابن، وهذا يقتضي ألّا يصير الابن سببًا لإعدام الأب، ومثل ذلك القتل يمنع الإرث.
وهذا النوع ينقسم إلى ثلاثة أقسام:
أ- المانع الذي لا يجتمع مع الحكم التكليفي، وهو الذي يزيل العقل كالنوم أو الجنون أو الإغماء، فإنها تمنع الخطاب التكليفي، وتكون مانعة للحكم.
ب- المانع الذي يجتمع مع أهلية التكليف، لكن المانع يرفع التكليف مع إمكان اجتماعه، كالحيض والنفاس والجنابة مانعة للصلاة ودخول المسجد، كما أن الحيض والنفاس مانعان للصيام.
ج- المانع الذي يرفع اللزوم في التكليف، ويحوله من طلب حتمي إلى التخيير، كالمرض المانع من فريضة الجمعة، وإن صلى صحت صلاته، والأنوثة المانعة من صلاة الجمعة، وإن صلت صحت صلاتها.
2 - المانع للسبب لحكمة تخل بحكمة السبب، كالدَّيْن في الزكاة، فهو مانع أبطل سبب وجوب الزكاة، وهو ملك النصاب، لأن مال المدين أصبح كأنه ليس ملكه، لوجود حق الدائنين، ولأن دفع الدين وإبراء الذمة أولى من مساعدة الفقراء والمساكين، وهذا عند الحنفية والجمهور، خلافًا للشافعية في الجديد.

### ثانيًا: أنواع المانع باعتبار مصدره
إن المانع إما أن يكون سماويًّا كالجنون والعته والنوم، وإما أن يكون مكتسبًا، كالسُّكْر فإنه مانع للتكليف، والقتل فإنه مانع من الإرث.

### ثالثًا: أنواع المانع باعتبار تأثيره في الحكم
ينقسم المانع باعتبار تأثيره في الحكم إلى ثلاثة أنواع:
1 - ما يمنع ابتداء الحكم واستمراره، كالرضاع، يمنع ابتداء النكاح، ويمنع استمراره إذا طرأ عليه.
2 - ما يمنع ابتداء الحكم فقط، كالعدة تمنع ابتداء النكاح، ولا تبطل استمراره إذا طرأت في أثناء الزواج، كالزوجة التي وطئت غصبًا، أو بشبهة من غير زوجها، فعليها عدة تسمى استبراءً، ولا يبطل زواجها.
3 - ما اختلف فيه، كالإحرام يمنع ابتداء الصيد، واختلف الفقهاء في أثره إذا طرأ في أثناء الإحرام، هل تجب إزالة اليد عنه أم لا؟ ومثل وجود الماء يمنع ابتداء التيمم، فإن طرأ في أثناء الصلاة، فهل يبطلها؟